# Lochlann
Il Lochlann (anteriormente Laithlind) è una regione geografica che ricorre nella letteratura gaelica classica e nella storia iniziale dell'Irlanda medievale.
 
Nella moderne lingue gaeliche e in quella gallese (Llychlyn) il toponimo significa Scandinavia e specificamente identifica la Norvegia. In gaelico irlandese, il sostantivo aggettivale "Lochlannach" (persona appartenente al Lochlann) ha il senso aggiuntivo di "rapinatore/scorridore/predone".
Il nome maschile Lachlan è una variante di Lochlann, e i nomi di famiglia McLoughlin, McLaughlin e MacLachlan vengono da questa radice.

## Usi storici
Tutti gli usi della parola "Lochlann" la collegano ai reami nordici d'Europa. Mentre la visione tradizionale ha identificato Laithlind con la Norvegia, alcuni hanno preferito localizzarlo nella parte di Scozia dominata dai Norreni, forse le Ebridi o le Isole Settentrionali. Donnchadh Ó Corráin afferma che Laithlinn era il nome della Scozia vichinga, e che una parte considerevole della Scozia — le Isole Settentrionali e Occidentali e vaste aree della terraferma costiera da Caithness e Sutherland ad Argyle — fu conquistata dai Vichinghi nel primo quarto del IX secolo e che vi fu stabilito un regno vichingo anteriormente alla metà del secolo. In relazione al dibattito sulla localizzazione del Lochlann, va notato che la nave funeraria vichinga di Port an Eilean Mhòir, scoperta nella penisola di Ardnamurchan della Scozia occidentale, conteneva una cote della Norvegia e un battaglio di campanella in bronzo dell'Irlanda.

### L'Irlanda e ilSuðreyjar

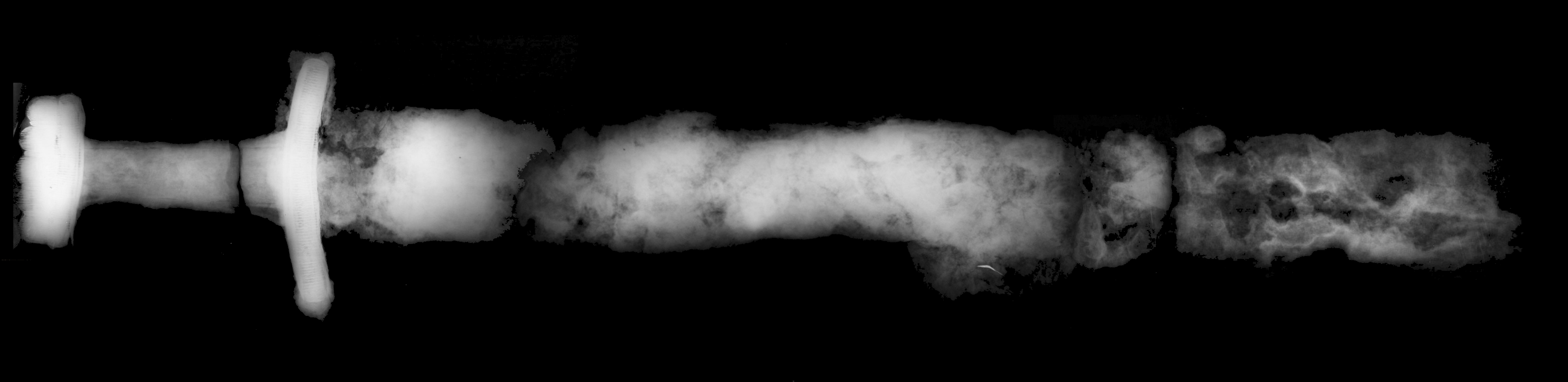
Immagine ai raggi x della spada trovata nella nave funeraria di Port an Eilean Mhòir.

Gli Annali frammentari d'Irlanda contengono numerosi riferimenti ai "Lochlanns", che sono chiaramente vichinghi, temuti e malvisti dagli scrittori. Tra essi, tuttavia, relativamente pochi individui, indicati per nome, sono stati identificati e i loro rapporti reciproci sono in gran parte oscuri.
Jarl Tomrair, descritto come il "tanist del re di Lochlann" cadde nella Battaglia di Sciath Nechtain (vicino alla moderna Castledermot) nell'848.
Nell'851 Zain (identificato anche come il "semi-re dei Lochlann") e Iargna, due individui indicati come "i due capi della flotta dei Lochlanns", sono menzionati come intenti a combattere contro i Danesi a Carlingford Lough. La stessa fonte annota che nel sesto anno del regno di Maelsechlainn, circa nell'anno 852, Amlaíb, "il figlio del re di Lochlann, venne a Erin, e portò con sé ordini di suo padre per riscuotere molte rendite e tributi, ma partì all'improvviso. Imhar, suo fratello minore, arrivò dopo di lui per riscuotere le stesse rendite." Amlaíb è chiamato anche il "figlio del re di Laithlind" dagli Annali dell'Ulster nell'853. Sebbene certamente di origine scandinava – Amlaíb è la rappresentazione in antico irlandese del nome norreno Oláfr – la questione delle immediate origini di Amlaíb è dibattuta. Nell'871 egli "andò da Erin a Lochlann per muovere guerra contro i Lochlann" al fine di assistere suo padre Goffridh che era "venuto per lui".
Hona, che gli annalisti ritenevano fosse un druido, e Tomrir Torra, erano "due nobili capi", "di grande fama fra il loro popolo", e "della migliore razza dei Lochlann", anche se sembra che le loro carriere non siano state altrimenti registrate. Morirono mentre combattevano gli uomini di Munster nell'860.
Gnimbeolu, capo dei Galli di Cork, fu ucciso nell'865: probabilmente si tratta della stessa persona nota come Gnim Cinnsiolla, capo dei Lochlann, che è registrata morendo in circostanze simili. Nell'869 Tomrark il Conte è descritto come un "feroce, rozzo, crudele uomo dei Lochlann" e l'annalista nota, forse con una certa soddisfazione, che questo "nemico di Brenann" morì di pazzia a Port-Mannan (probabilmente il porto dell'Isola di Man) nello stesso anno.

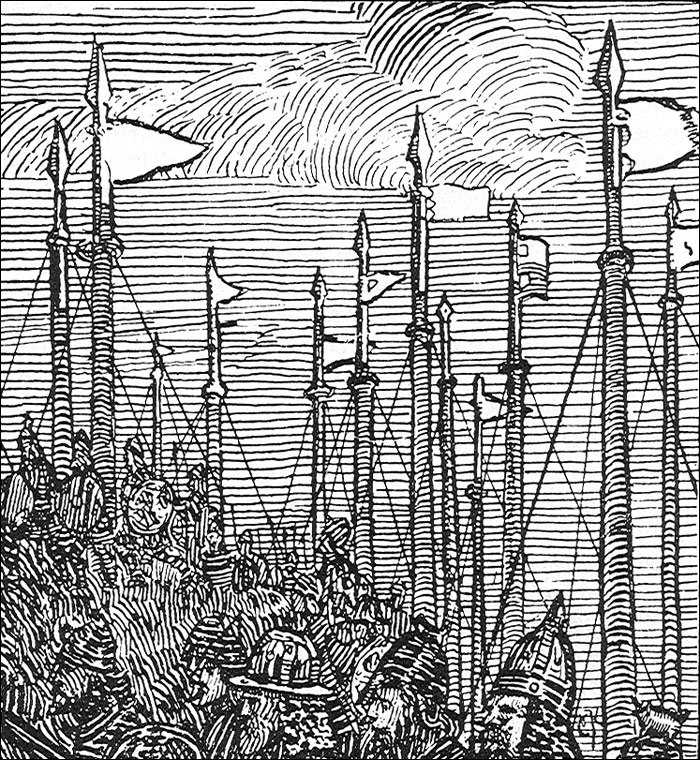
L'esercito di re Magnus Piedescalzo di Norvegia in Scozia, ca. 1100. Illustrazione di Christian Krohg.

Nell'869 inoltre i Pitti furono attaccati dai Lochlann e fu registrata una contesa interna nel Lochlann perché:
i figli di Albdan, re del Lochlann, espulsero il figlio maggiore, Raghnall, figlio di Albdan, perché temevano che avrebbe preso il regno del Lochlann dopo il padre; e Raghnall venne con i suoi tre figli a Innsi Orc e si trattenne là con suo figlio minore. Ma i suoi figli maggiori, con una grande schiera, che avevano raccolto da ogni angolo, giunsero sulle Isole Britanniche, esultanti d'orgoglio e di ambizione, per attaccare i Franchi e i Sassoni. Pensavano che il padre fosse ritornato a Lochlann immediatamente dopo essersi messo in viaggio.

Questa annotazione presenta numerosi problemi. La scomparsa di Gofraid, re del Lochlann e padre di Amlaíb, di Imhar (o Ímar) e di Auisle sembra sia registrata negli Annali Frammentari nell'873:
Ég righ Lochlainne .i. Gothfraid do tedmaimm grána opond. Sic quod placuit Deo. (La morte del re del Lochlainn cioè di Gothfraid per un improvviso e orribile accesso. Così piacque a Dio.)
 O' Corrain (1998) conclude che: "questa annotazione, assai emendata, sembra sia la notizia della morte di Gøðrøðr, re dei Vichinghi di Scozia" e sebbene altri interpreti abbiano creduto che si riferisse alla morte di suo figlio Ímar essa riguarda chiaramente il primo dei due. Chi è allora "Albdan"? Il nome è probabilmente una corruzione del norreno Halden, o Halfdane, e questo può essere un riferimento a Halfdan il Nero. Raghnall sarebbe di conseguenza Rognvald Eysteinsson di More in Norvegia e fratello di Harald Bellachioma (sebbene le saghe norrene affermino che Halfdan fosse il nonno di Raghnall/Rognvald). I "Lochlanns" potrebbero quindi essere stati una descrizione generica sia per i guerrieri con sede in Norvegia che per le forze insulari di discendenza norrena con sede nelle Norðreyjar o nelle Suðreyjar.
Altri Lochlannach menzionati nei testi per le date durante l'inizio del X secolo sono Hingamund (o Ingimund) e Otter, figlio di Iargna, che fu ucciso dagli Scoti. Qualunque fosse il significato di Laithlind e Lochlann in Irlanda nel IX e X secolo, potrebbe essersi riferita in seguito alla Norvegia. Nel 1058 Magnus Haraldsson è chiamato "il figlio del re di Lochlann", e suo nipote Magnus Barefoot è il "re di Lochlann" nei rapporti irlandesi della grande spedizione occidentale quattro decenni più tardi.

### Il Galles
Il Lochlann irlandese ha un vocabolo affine nella lingua gallese, Llychlyn, che compare come nome per la Scandinavia nei racconti in prosa Culhwch e Olwen e Il sogno di Rhonabwy, e in alcune versioni della Triade gallese 35. In queste versioni della Triade 35 Llychlyn è la destinazione dell'altrimenti inattestato Yrp delle Legioni, che impoverì gli eserciti di Gran Bretagna esigendo che ciascuna delle principali fortezze dell'isola gli fornisse il doppio degli uomini che portava; benché avesse cominciato soltanto con due uomini se ne andò con molte migliaia. Le stesse versioni danno anche Llychlyn come la destinazione dell'esercito guidato da Elena delle Legioni e da Maxen Wledig, la versione gallese dello storico usurpatore romano Magno Massimo. Tuttavia, Rachel Bromwich suggerisce che Llychlyn in questo caso potrebbe essere una corruzione di Llydaw, o Armorica, la destinazione abituale di Maxen in altre fonti. Ne Il sogno di Rhonabwy, una compagnia di Llychlyn guidata da March ap Meirchiawn (il re Marco della leggenda di Tristano e Isotta) appare tra la legione vivacemente descritta di Arthur. Bromwich suggerisce che questa apparizione derivi in definitiva da un ricordo della Triade gallese 14, che descrive March ap Meirchiawn come uno dei "Tre Navigatori/Padroni delle Flotte dell'Isola di Gran Bretagna" – essendo gli Scandinavi famosi per le loro abilità nautiche.

## Usi letterari
Il Lochlann è la terra dei Fomori nell'irlandese Lebor Gabála Érenn. Nel Lebor na hUidre e nel Libro di Leinster gli "enormi e brutti" Fomori sono pirati che abitano le Ebridi Esterne.

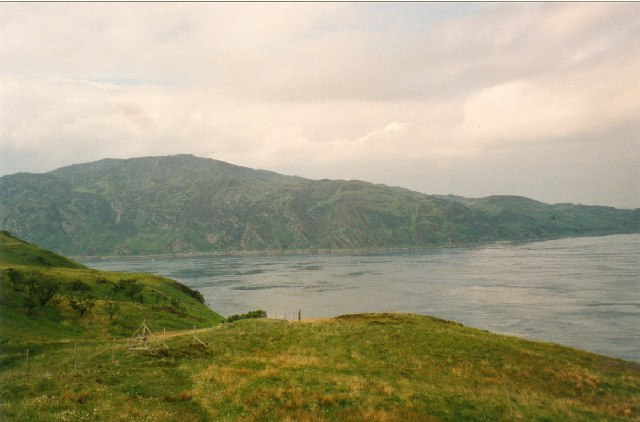
Il Golfo di Corryvreckan tra Jura e Scarba. Secondo la tradizione "il principe Breacan di Lochlann" aveva fatto naufragio là con una flotta di cinquanta navi.

Un Lochlann scandinavo appare in racconti irlandesi successivi, generalmente concernenti il re di Lochlann – talvolta chiamato Colgán – o i suoi figli, come nei racconti di Lugh e del Ciclo feniano.
Il Lebor Bretnach – un adattamento gaelico della Historia Brittonum forse compilato a Abernethy – fa della figlia di Hengist "la più leggiadra delle donne di tutto il Lochlann". Hengist era un leggendario capo anglosassone del V secolo d.C.
Le avventure del principe Breacan di Lochlann fanno parte della mitologia della denominazione del Golfo di Corryvreckan (Coire Bhreacain), un gorgo tra le isole di Jura e Scarba sulla costa occidentale della Scozia. La storia racconta che la corrente di marea prese il nome da questo principe norreno "che si diceva fosse figlio del re di Danimarca" che fece naufragio là con una flotta di cinquanta navi. Si ritiene che Breacan sia sepolto in una caverna a Bagh nam Muc (baia del maiale) presso la punta nord-occidentale di Jura. Secondo Haswell-Smith (2004) la Vita di San Columba di Adamnano di Iona suggerisce che questa calamità si sia verificata tra l'Isola di Rathlin e la costa di Antrim. W. H. Murray corrobora l'opinione che la storia originale potrebbe essersi riferita a questa seconda località, citando il Glossario del X secolo di Cormac che descrive il racconto di "Brecan, figlio di Maine, figlio di Nial Naoighhiallach".
La stessa storia è associata al Bealach a' Choin Ghlais (passo del cane grigio), una corrente di marea più a nord tra Scarba e Lunga. Il cane del principe riuscì a nuotare fino a terra e andò in cerca del suo padrone. Non riuscendo a trovarlo su Jura o Scarba tentò di balzare attraverso lo stretto fino a Lunga, ma mancò il suo appiglio su Eilean a' Bhealaich che si trova a metà del canale tra le due isole. Scivolò nella corrente furiosa e poi affogò, dando a sua volta il suo nome allo stretto dove era caduto.